# Michail Gjonin
Michail Gjonin (bulharskou cyrilicí Михаил Гьонин) (* 25. listopadu 1941, Vraca) je bývalý bulharský fotbalista, útočník. 

## Fotbalová kariéra
Hrál za OFK Kom Berkovica, FK Montana, Spartak Sofia, Levski-Spartak Sofia, Spartak Varna a Akademik Sofia. Za bulharskou reprezentaci nastoupil v letech 1967–1968 v 7 utkáních a dal 2 góly. S bulharskou reprezentací získal stříbrnou medaili na fotbalovém turnaji olympijských her v Mexico City roku 1968, nastoupil ve 4 utkáních a dal 1 gól.

## Ligová bilance
| Ročník                                | Zápasy | Góly | Klub          |
| ------------------------------------- | ------ | ---- | ------------- |
| 1. bulharská fotbalová liga 1965/1966 | -      | -    | Spartak Sofia |
| 1. bulharská fotbalová liga 1966/1967 | -      | -    | Spartak Sofia |
| 1. bulharská fotbalová liga 1967/1968 | -      | 16   | Spartak Sofia |
| 1. bulharská fotbalová liga 1968/1969 | -      | -    | Levski Sofia  |
| CELKEM 1. bulharská fotbalová liga    | -      | -    |               |